# Tybee Island
Tybee Island er en ø og by i Chatham County, nær storbyen Savannah, i den sydøstamerikanske stat Georgia. Stedet er det mest østlige punkt i Georgia. I 2010 census var byens befolkning på 2.990 mennesker. (Området Tybee inkluderer også byen Tybee Island og det gør at befolkningstallet stiger til ca. 3,700 beboere. Hele øen er en del af Savannah Metropolitan Statistical Area.)
32°00′24″N 80°50′58″V / 32.0067°N 80.8494°V